# Jacky (album Royal Jelly)
Jacky è un album musicale monografico del gruppo Royal Jelly, pseudonimo degli Oliver Onions, dedicato all'anime giapponese Jacky, l'orso del monte Tallac, pubblicato nel 1982 dalla KTR - RCA.
L'album contiene oltre alla sigla iniziale omonima, anche le tre sigle finali Senda, Olga e Luca, più altri brani ispirati alla serie.
Del disco esiste una versione in portoghese dallo stesso titolo scritta in collaborazione con J. Hidalgo. Tutte le canzoni sono state adattate nella versione italiana da Guido e Maurizio De Angelis e Cesare De Natale. L'album non è mai stato ristampato su CD.

## Tracce
Lato A
1. Jacky – 3:15
2. Avventure – 2:26
3. Olga – 3:53
4. Morte di Grizzly – 0:56
5. Paura del bosco - – 2:30
6. Zio Dimas – 2:46

Lato B
1. Senda – 3:21
2. Giochi felici – 2:15
3. Jacky fugge – 2:55
4. Luca – 4:03
5. Tallac – 3:03

## Crediti
- Guido e Maurizio De Angelis: testi, arrangiamenti, cori e voci soliste
- Cesare De Natale: autore e produttore
- Luigi Notte: tecnico del missaggio